# Tetralithistida
De Tetralithistida vormen een orde binnen de klasse der Demospongiae (gewone sponzen) en bevat 11 soorten.

## Taxonomie
- Familie Astrocladiidae
- Familie Chenendoporidae
- Familie Corallistidae
- Familie Phymaraphiniidae
- Familie Plinthosellidae
- Familie Siphoniidae
- Familie Theonellidae